# 머턴 밀러
머턴 하워드 밀러(Merton Howard Miller, 1923년 5월 16일 ~ 2000년 6월 3일)는 미국의 경제학자다. 부채-자본 구조의 부적절성을 제안한 모딜리아니-밀러 정리(1958)의 공동 저자이기도 했다. 1990년 해리 마코위츠, 윌리엄 F. 샤프와 함께 노벨 경제학상을 공동 수상했다. 밀러는 시카고대학교 부스 경영대학원에서 대부분의 학업 경력을 보냈다.

## 학력
- 하버드 대학교 경제학 석사
- 존스 홉킨스 대학교 경제학 박사

## 경력
- 1990년 ~ 시카고 선물거래소 소장
- 시카고 대학교 경영대학원 금융론 교수
- 1961년 ~ 카네기 공과대학교 교수
- 미연방 재무부

## 수상내역
- 1990년 노벨 경제학상 (주식 옵션과 다른 파생물의 가치 측정 공식 개발)

## 저서
- 1973년 《합리적 옵션 평가 이론 》
- 1990년 《시연속 재정학》